# Памятник Эдуарду Стрельцову
Па́мятник Эдуа́рду Стрельцо́ву — памятник прославленному футболисту-нападающему Стрельцову Эдуарду Анатольевичу.
В настоящее время установлены три памятника Эдуарду Стрельцову, все — в Москве: на стадионе его имени, в Лужниках и на Ваганьковском кладбище.

## Памятник настадионе его имени

Памятник Стрельцову Э. А. на стадионе его имени

Выполнен скульптором Александром Тарасенко. Отлит из бронзы в литейном цехе АМО ЗИЛ. Установлен на гранитный постамент на входе стадиона 10 апреля 1999 года. «На торжественном открытии присутствовали министр правительства Москвы, руководитель департамента науки и промышленной политики Евгений Пантелеев, президент Российского футбольного союза Вячеслав Колосков, президент Профессиональной футбольной лиги Николай Толстых, а также представители всех футбольных клубов Москвы». «Футболист, застывший с мячом в руках, — это вообще-то нонсенс…Стрельцов с мячом в руках — сугубая нелепица… — все его знаменитые фокусы с мячом исполнялись исключительно ногами, реже — головой».

## Памятник вЛужниках

Памятник Стрельцову Э. А. в Лужниках

Установлен (1998) на Аллее выдающихся спортсменов России. Скульптор Александр Рукавишников.

## Памятник наВаганьковском кладбище
Установлен в 1991 году на могиле футболиста.